# 日本のインターチェンジ一覧
日本のインターチェンジ一覧（にっぽんのインターチェンジいちらん）では、日本の道路のインターチェンジ（IC）・ジャンクション（JCT）・都市高速道路などの出入口（ランプ）・本線料金所（TB）を50音順に並べ、分類する。
日本のインターチェンジ一覧
| あ行 | か行 | さ行 | た行 | な行 | は行 | ま行 | や-わ行 |